# اطلستین (اجتماع)، ویسکانسین
اطلستین (به انگلیسی: Athelstane) یک منطقهٔ مسکونی در ایالات متحده آمریکا است که در Athelstane واقع شده‌است. اطلستین ۲۸۵٫۹۱ متر بالاتر از سطح دریا واقع شده‌است.